# Nature Neuroscience
Nature Neuroscience, abgekürzt Nat. Neurosci., ist eine Fachzeitschrift, die von der Nature Publishing Group herausgegeben wird. Die Erstausgabe erschien im Mai 1998. Derzeit werden zwölf Ausgaben im Jahr publiziert. Die Zeitschrift veröffentlicht Artikel aus allen Bereichen der Neurowissenschaften. Folgende Themen werden berücksichtigt:
- Molekulare und zelluläre Systeme und kognitive Neurowissenschaften
- Psychophysik
- Computermodelle
- Erkrankungen des Nervensystems

Der Impact Factor des Journals lag im Jahr 2014 bei 16,095. Nach der Statistik des ISI Web of Knowledge wird das Journal mit diesem Impact Factor in der Kategorie Neurowissenschaften an fünfter Stelle von 252 Zeitschriften geführt.
Chefherausgeberin ist Kalyani Narasimhan, die beim Verlag angestellt ist.